# Memento Mori (sèrie de televisió)
Memento Mori és una sèrie de televisió per internet espanyola produïda per Zebra Producciones per a Prime Video, basada en la novel·la homònima de César Pérez Gellida. És protagonitzada per Yon González, Francisco Ortiz i Juan Echanove. Es va estrenar a Prime Vídeo el 27 d'octubre de 2023 amb subtítols en català. El 12 de maig de 2025 es va estrenar la primera temporada a TV3 amb doblatge català; a À Punt es va emetre el 14 de maig de 2024, encara que en versió original en castellà.

## Argument
Després de l'aparició del cadàver d'una jove amb les parpelles arrencades a Valladolid, l'inspector Sancho (Francisco Ortiz) presagia una cadena d'assassinats i s'alia amb un expert en assassins en sèrie, sobrenomenat «Carapocha» (Juan Echanove), per a donar caça a Augusto (Yon González), un sociòpata de gustos refinats que comet els seus crims amb banda sonora i signa els seus assassinats amb poemes.

## Repartiment

### Principal
- Yon González com Augusto Ledesma Alonso
- Francisco Ortiz com Ramiro Sancho
- Juan Echanove com Armando Lopategui "Carapocha"(Episodi 2 -Episodi 6)
- Olivia Baglivi com Violeta / Erika Lopategui (Episodi 2 - Episodi 6)
- Manuela Vellés com Martina Corvo (Episodi 1 - Episodi 5)
- Fernando Soto com Patricio Matesanz
- Juan Fernández com Antonio Mejía
- Javier Varela com Álvaro Peteira
- Carlota Baró com Carmen Montes

### Recurrent
- Juanma Lara com Jesús Bragado
- Rodrigo Poisón com Manuel Villamil
- Alicia Sánchez com Rosa
- Celia Bermejo com Mercedes Mateo
- Ana Villa com Lolin
- Alejandro González com El pijo
- Javier Lago com Francisco Travieso
- Pau Romero com María Fernanda
- Christian Caner com Saulo
- Roberto Chapu com Doctor Aparicio
- Borja Maestre com Octavio Ledesma
- Amparo Vega com Madre de Martina
- Mercedes Salvadores com Ángela Alonso
- David Mora com Rodrigo
- Rebeca Sala com Rosario Tejedor
- Unax Hayden com Gabriel García Mateo

## Llista d'episodis

### Temporada 1
| Núm. | Títol       | Direcció                       | Guió                                          | Data d'emissió original |
| ---- | ----------- | ------------------------------ | --------------------------------------------- | ----------------------- |
| 1    | «Episodi 1» | Marco A. Castillo              | Germán Aparicio, Abraham Sastre i Luis Arranz | 27 d'octubre de 2023    |
| 2    | «Episodi 2» | Marco A. Castillo y Fran Parra | Abraham Sastre, Germán Aparicio i Luis Arranz | 27 d'octubre de 2023    |
| 3    | «Episodi 3» | Fran Parra                     | Germán Aparicio, Abraham Sastre i Luiz Arranz | 27 d'octubre de 2023    |
| 4    | «Episodi 4» | Fran Parra y Marco A. Castillo | Abraham Sastre, Germán Aparicio i Luis Arranz | 27 d'octubre de 2023    |
| 5    | «Episodi 5» | Fran Parra                     | Germán Aparicio, Abraham Sastre i Luis Arranz | 27 d'octubre de 2023    |
| 6    | «Episodi 6» | Marco A. Castillo              | Abraham Sastre, Germán Aparicio i Luis Arranz | 27 d'octubre de 2023    |

### Temporada 2
| Núm. | Títol                    | Direcció                       | Guió                                 | Data d'emissió original |
| ---- | ------------------------ | ------------------------------ | ------------------------------------ | ----------------------- |
| 1    | «Un mal necessari»       | Marco A. Castillo i Fran Parra | Luis Arranz, Luis Moreno i Cris Pons | 25 d'abril de 2025      |
| 2    | «Ferida oberta»          | Fran Parra i Marco A. Castillo | Luis Moreno, Cris Pons i Luis Arranz | 25 d'abril de 2025      |
| 3    | «El preu de la venjança» | Marco A. Castillo i Fran Parra | Cris Pons, Luis Arranz i Luis Moreno | 25 d'abril de 2025      |
| 4    | «La trampa»              | Fran Parra i Marco A. Castillo | Luis Moreno, Cris Pons i Luis Arranz | 25 d'abril de 2025      |
| 5    | «La caça»                | Marco A. Castillo i Fran Parra | Cris Pons, Luis Arranz i Luis Moreno | 25 d'abril de 2025      |

### Temporada 3
| Núm. | Títol                    | Direcció                       | Guió                                 | Data d'emissió original |
| ---- | ------------------------ | ------------------------------ | ------------------------------------ | ----------------------- |
| 1    | «El camí de la venjança» | Marco A. Castillo i Fran Parra | Luis Arranz, Cris Pons i Luis Moreno | 1 d'agost de 2025       |
| 2    | «Setge a l'assassí»      | Marco A. Castillo i Fran Parra | Luis Arranz, Cris Pons i Luis Moreno | 1 d'agost de 2025       |
| 3    | «La trampa»              | Marco A. Castillo i Fran Parra | Luis Arranz, Cris Pons i Luis Moreno | 1 d'agost de 2025       |
| 4    | «Consummatum est»        | Marco A. Castillo i Fran Parra | Luis Arranz, Cris Pons i Luis Moreno | 1 d'agost de 2025       |

## Producció
El setembre de 2022, Prime Video va anunciar l'inici del rodatge de la sèrie Memento Mori, basada en la novel·la homònima de César Pérez Gellida, amb Yon González, Francisco Ortiz, Juan Echanove, Olivia Baglivi, Manuela Vellés, Fernando Soto, Juan Fernández i Carlota Baró de protagonistes. El rodatge va tenir lloc a Valladolid des dels seus inicis fins a mitjan novembre, per a després traslladar-se a Canàries i a Madrid.
Durant el rodatge de la sèrie, es va estimar que la seva estrena tindria lloc entre finals de 2023 i principis de 2024. El 15 de setembre de 2023, el primer teaser de la sèrie va sortir a la llum i es va anunciar que s'estrenaria a Prime Vídeo a l'octubre de 2023. El 3 d'octubre de 2023, Prime Video va treure el tràiler complet de la sèrie i va concretar la seva data d'estrena per al 27 d'octubre de 2023. El 24 d'octubre es van estrenar els dos primers capítols a la Setmana Internacional de Cinema de Valladolid.